# Övra Vrången
Övra Vrången är en sjö i Hultsfreds kommun i Småland och ingår i Emåns huvudavrinningsområde. Sjön är 7 meter djup, har en yta på 0,486 kvadratkilometer och befinner sig 97,1 meter över havet. Sjön avvattnas av Gårdvedaån.

## Delavrinningsområde
Övra Vrången ingår i det delavrinningsområde (635822-149110) som SMHI kallar för Utloppet av Övra Vrången. Medelhöjden är 123 meter över havet och ytan är 4,54 kvadratkilometer. Räknas de 36 avrinningsområdena uppströms in blir den ackumulerade arean 604,02 kvadratkilometer. Gårdvedaån som avvattnar avrinningsområdet har biflödesordning 2, vilket innebär att vattnet flödar genom totalt 2 vattendrag innan det når havet efter 109 kilometer. Avrinningsområdet består mestadels av skog (84 %). Avrinningsområdet har 0,49 kvadratkilometer vattenytor vilket ger det en sjöprocent på 10,7 %.